# 衙前圍村
衙前圍村（英語：Nga Tsin Wai Tsuen），又名慶有餘村，代表「滿溢的繁榮及興旺」，位於香港九龍黃大仙區東光道，是香港市區於二十世紀後唯一曾存在的原居民圍村，正面臨清拆重建。衙前圍村所在地傳統上被認爲是九龍城地區，但後來的十八區分界將其劃入黃大仙區範圍。衙前圍村曾是九龍半島歷史最悠久的仍然有人居住村落（李鄭屋村可能早在東漢時已建村，如果證實李鄭屋在東漢時期建村，那麼它的歷史就比衙前圍起碼早上一千多年）， 值得一提的是，衙前圍村的「圍」卻與新界一般的圍村如錦田吉慶圍不同。新界的圍村是在村外建成一道獨立的防禦外牆，但衙前圍村的「圍」卻是由村屋的外牆相連而成。衙前圍建成的時間，在1570至1574年之間，至今已經歷逾400年的歷史。

## 歷史
衙前圍村以陳、吳、李三姓為主，村民自南宋後遷入圍村現址一帶居住，元朝（1352年）時立村，定名為「衙前村」，多個世紀以來以捕鱼為業。清朝海禁令實施時，村莊被棄，吳姓族谱中四代祖先无从稽考，直至1724年才定居下来。
今日村莊面向的新蒲崗，昔日仍未填海，村民常受海盜滋擾，在村莊加建圍牆在原址重建家園，故有「衙前圍村」之稱。村中央正是天后廟，約18世紀或更早時興建；圍村正門有「慶有餘」牌扁，村民聲稱是由皇帝所賜，惟不可考。
全盛時期，衙前圍村與沙浦村、衙前塱村、隔坑村、石鼓壟村、打鼓嶺村、大磡村，聯成一線，合稱「衙前圍七約」，而當中以衙前圍村為眾村之首，但都市重建壓力下，現時只餘下衙前圍村得以保留。　
二次大戰時，日軍擴建村莊附近的啟德機場，一度命令拆毀衙前圍村，但經村民游說後，村莊雖幸保不失，但圍牆被拆，牆上的炮台被移走，多棵古樹被砍掉。約在20世紀中期，開始有外姓人移入村內居住，村民亦陸續獲分配單位而搬離村莊，村莊自此步向衰落。
值得留意的是，衙前圍村位於新九龍，根據《香港法例》第1章釋義及通則條例附表5而言位處新界，但該村原居民與其他九龍十三鄉原居民一樣，並不符合新界原居民資格，不可按新界小型屋宇政策申請興建丁屋。

## 拆除
由於衙前圍村位處九龍鬧市，多年來一直成為政府及發展商埋手重建的目標。1960年代，香港政府已開始商討清拆該圍莊，60年代提出徵用衙前圍作徙置區，要求他們到荃灣另建新村安置，結果村民反對，告上倫敦高院而獲勝訴。
自1982年起，香港地產發展商長江實業對這片多年來未被重建的村莊感到興趣，逐一收購村屋，但部分居民不肯遷出，亦有人提出村莊具有歷史價值，應予保留。此後，長實決定將已收購的百年古屋，一一拆毀，村內出現多塊小型空地，僅以鐵皮包圍。由於這些古老小屋屬「排屋」設計，即每間屋互相倚傍，以保持平衡，當部分屋拆毀時，另一批屋的結構同受影響，亦由於重建計劃懸而不決，居民不願花費為大屋進行修葺，一些古屋已因此倒榻，幸而未有人命傷亡。
按照重建計劃，衙前圍村地盤面積4,637平方米，計劃重建住宅及商業用途，住宅佔樓面達34,728平方米，另有7,009平方米屬商用、570平方米屬休憩用地。
地區人士早在1980至90年代已要求政府研究衙前圍村的歷史價值。1999年11月，港府古物諮詢委員會正式通過，支持政府拆建衙前圍村，讓原址交土地發展公司重新發展，委員會指從過去多次視察活動中證實，村內大部分房屋已經過重建，而城牆、護城河和吊橋亦早已在村中消失。此外，現時許多房屋因為日久失修，面貌已呈頹敗。委員會因此通過，由於考慮到對該村落作原址保留並不可行，故支持的決定，但建議當局在拆卸前，先在衙前圍展開「救亡式」考古，以在這條市區圍村湮滅前，可將具歷史價值的文物保存下來；要求日後的發展商為該村落進行詳細的繪圖及拍照工作，以作記錄之用途；並要求發展商保留「大部分古屋」作原址保留。
香港史權威夏思義指，九龍區有兩處歷史遺蹟，一為侯王廟，另外一處便是九龍城的衙前圍村，這是香港市區最後一條圍村，雖然衙前圍城沒有漂亮的建築物，而且屋小路窄，但這正其需要保留的價值，保留著該區的真實面貌。2001年8月，黃大仙區議會以保留古蹟為由，強烈反對重建，要求古物諮詢委員會重新檢討當中歷史價值，但委員會重申村內九成以上的屋宇非原建築物，堅持毋須保留整條圍村，只建議保留村內的天后宮古廟及牌坊。
2003年1月，時任房屋及規劃地政局局長孫明揚指，衙前圍村物業已被發展商收購和拆掉，剩下的都支離破碎，不能保留。孫說：「不是政府不想做，但現在沒有（保護古蹟）政策，現實環境已發生了。」
至2006年10月，圍村內原有約125間樓宇，仍有30多戶仍未賣出，餘下單位已分別被長實及港府收購。多年來拒絕賣屋的前村長吳九，最終亦把單位以220萬元賣給長實，不久後於2005年12月病逝。2006年時，發展商長江實業已擁有衙前圍村的八成業權。根據計劃，圍村於2007年10月展開重建，計劃興建750個私人住宅單位，原先預計於2023至24年落成。
市區重建局於2013年下達收樓令，要求村民在5月22日限期前離開物業。於2016年1月25日，餘下兩戶居民遷出，有居住多年的村民表示，對衙前圍村即將清拆感到無奈。完成重建項目的所有收購後，同年3月至10月展開考古發掘工作，尋找地下的文物遺存，包括圍斗及圍牆、護城河和住屋及文化聚落的證據。初步結果顯示在圍村的東北角與西南角均發現不同保存程度的圍牆和圍斗的石製地基，估計最早建築時期為明清。
2018年6月7日，市區重建局公布在圍村地底發現圍牆及更樓遺蹟，估計最早建築時間可追溯至明清，市建局表示會擴大部分挖掘範圍，年底向古蹟辦提交專家團隊的報告。現階段未有保育定案，暫時也不會展開重建計劃。

## 習俗
自1726年起，衙前圍村每隔10年舉行一次太平清醮。全盛時期，該醮會由七條村（即七約）合辦，村民會舉辦神功戲、巡遊、拜神，並會全村舉行齋戒，巡遊隊伍由新蒲崗一直走至木廠街，一度是九龍市區其中一場大型慶典。1996年第28屆醮會舉行時，當時居民籌得約70萬港元，多項傳統仍得以保留。
到了2006年第29屆醮期前，衙前圍村村民因應圍村拆卸計劃宣布在即，一度決定停辦活動，後來重建消息一再拖延，居民遂決定在同年12月9日舉行兩天打醮。同一年，正當吉澳舉行兩世紀以來最大規模的打醮活動時，衙前圍村的醮會被指是立村數百年以來最小的一次。大會暫定會舉辦舞龍及一場齋菜烹飪及聯合活動，至於神功戲、唸經等醮會傳統，將會全數停止，居民估計這次醮會亦可能是該圍村最後一次舉辦。
2016年，在衙前圍村吳姓後人及東頭邨居民和善眾捐獻下，十年一度的太平清醮如期舉行。

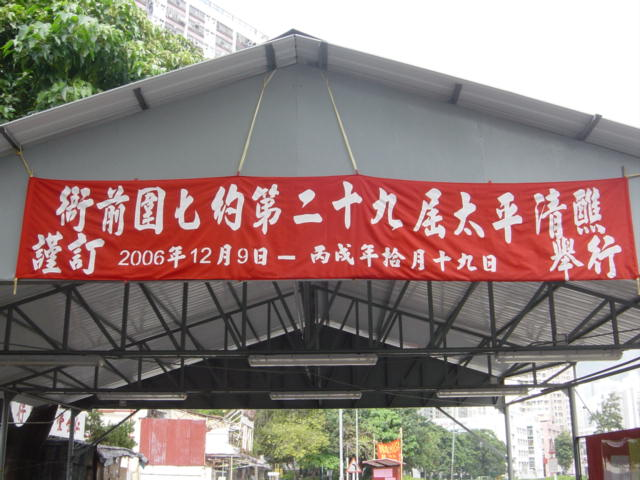
村民打醮傳統最少有近三百年，每十年一醮
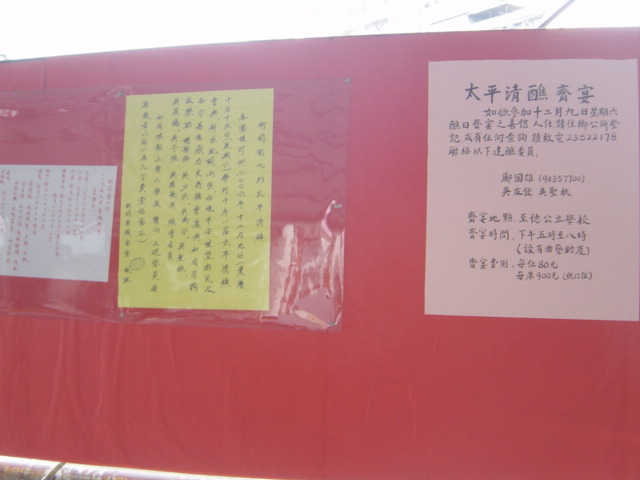
2006年打醮原本要取消，雖然最後可維持，但規模是數百年以來最小

## 事件
2015年8月11日凌晨3時52分，九龍城衙前圍村內的「活力商店」士多首先被發現起火，其後火勢蔓延至鄰近的數間鐵皮屋，消防出動煙帽隊，火警於清晨5時11分救熄，現場30米乘20米範圍焚毀，內有金屬及木的物品。消防初步調查起火原因無可疑。惟村內居民擔心事件涉及「收村問題」。

## 图集

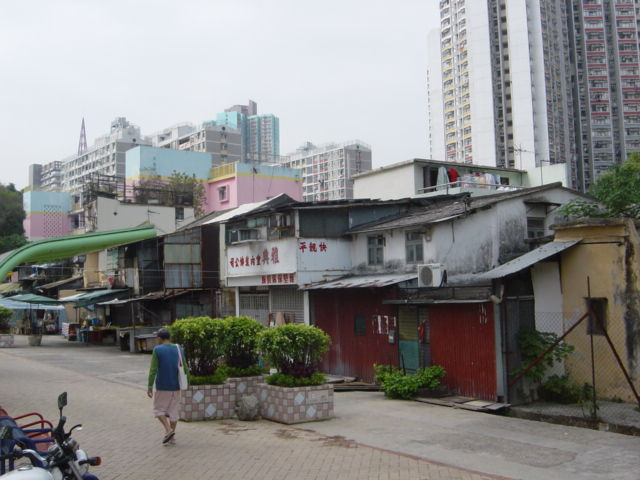
衙前圍村外一景
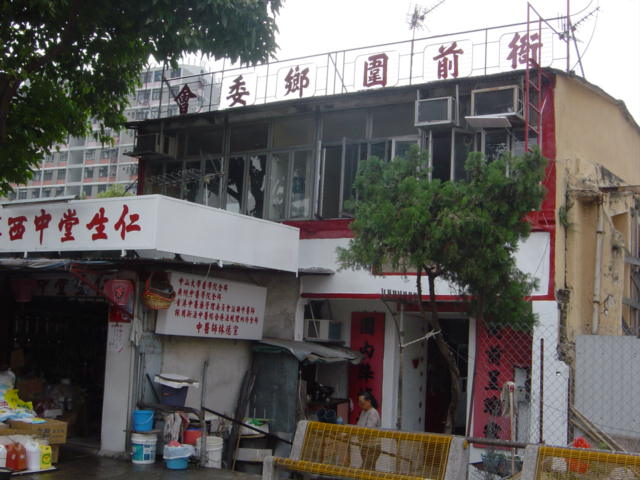
村鄉委會過去是瞭望台，以防海盜
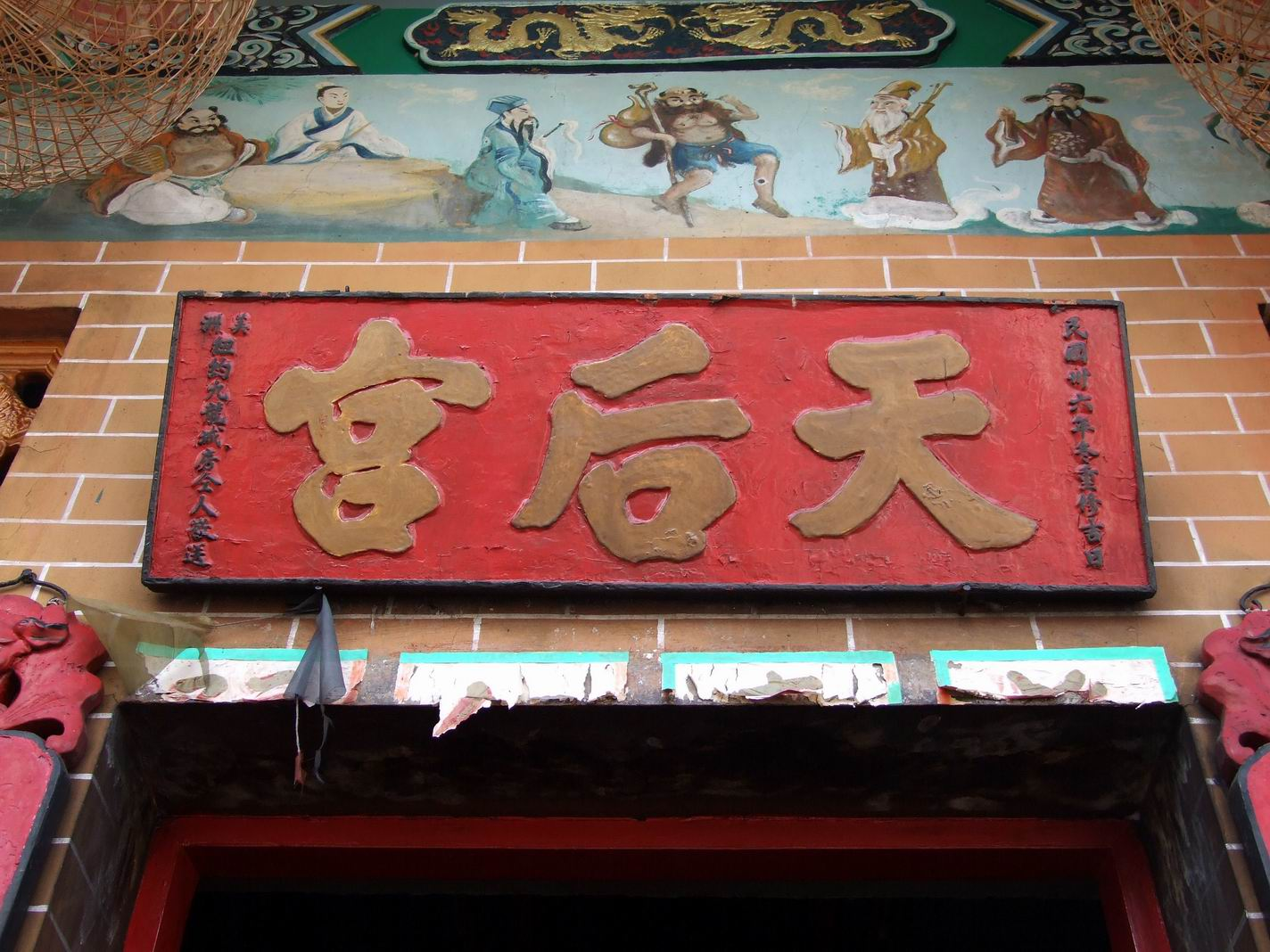
在村內屹立數百年的天后宮
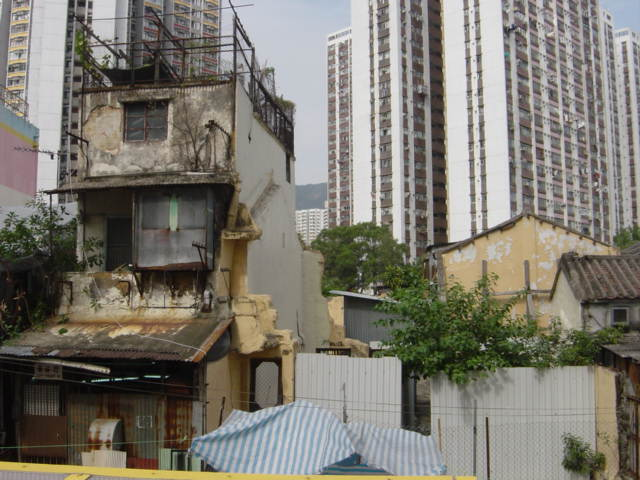
不少舊村屋近年被發展商清拆，留下一個個地盤
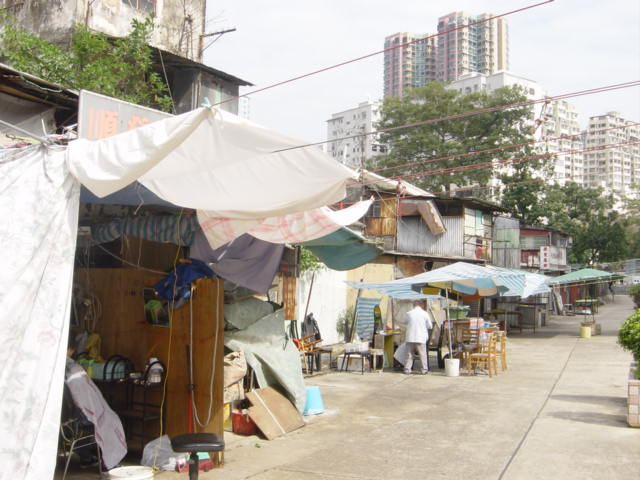
衙前圍村
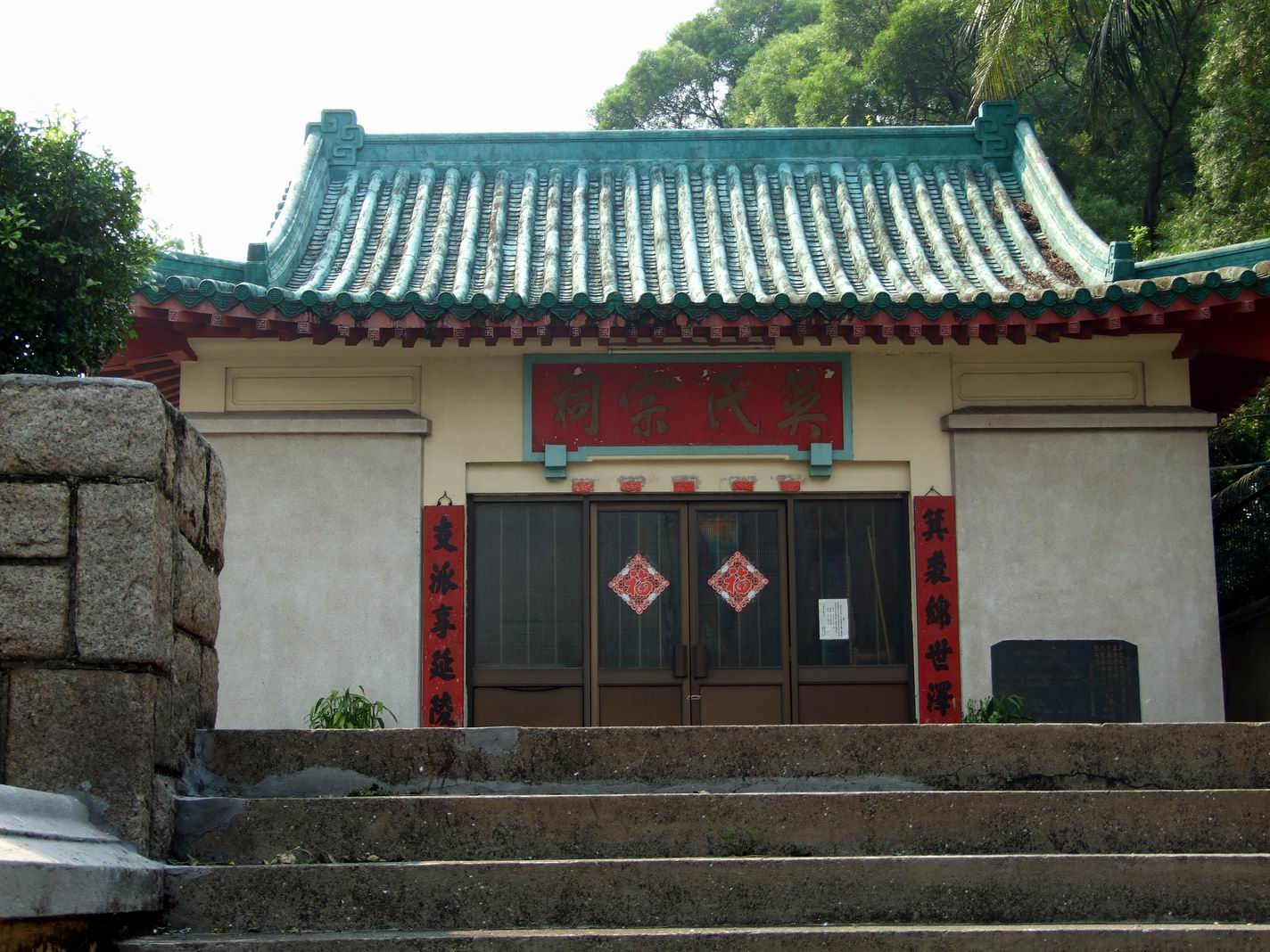
衙前圍村吳氏家祠

## 外部連結
- 衙前圍村最後獅舞[永久] 明報，2006年10月30日
- 1726年首次太平清醮[永久] 明報，2006年10月31日
- 市建局正式啟動衙前圍村項目市建局新聞稿，2007年10月2日